# Beth Botsford
Beth Botsford (Estados Unidos, 21 de mayo de 1981) es una nadadora estadounidense retirada especializada en pruebas de estilo espalda, donde consiguió ser campeona olímpica en 1996 en los 100 metros.

## Carrera deportiva
En los Juegos Olímpicos de Atlanta 1996 ganó la medalla de oro en los 100 metros espalda, con un tiempo de 1:01.19 segundos, por delante de su compatriota Whitney Hedgepeth y la sudafricana Marianne Kriel.